# Juan Fernando Angulo
Juan Fernando Angulo (zm. w lipcu 1542) – hiszpański duchowny rzymskokatolicki, biskup Santa Marty.

## Biografia
Pochodził z Hiszpanii. 6 września 1536 papież Paweł III prekonizował go biskupem Santa Marty. Brak informacji kiedy i od kogo przyjął sakrę biskupią.
Był jednym z pierwszych biskupów działających na terenie Ameryki Południowej. Biskupem Santa Marty był do śmierci w lipcu 1542.